# دليل المبتدأ الروسي
دليل المبتدأ الروسي (The Russian Debutante's Handbook) هي الرواية الأولى للكاتب الأمريكي غاري شتاينغارت، وقد نُشرت في عام 2002.
وهي رواية ساخرة، تروي مآثر الشباب الروسي في كل من حي ألفابت سيتي في مانهاتن ومدينة برافا الأوروبية (اسم مستعار لبراغ).

## جوائز
فازت الرواية بجائزة ستيفن كرين للخيال الأولى، وجائزة كتاب الشهر للخيال الأولى، وجائزة الكتاب اليهودي القومي  للرواية. وصنفتها جريدة الغارديان كأحد أفضل الروايات الأولى في العام.

## ملخص القصة
تبدأ الرواية في عيد الميلاد الخامس والعشرون لبطلها فلاديمير غيرشكين. فلاديمير مهاجر يهودي انتقلت عائلته من روسيا عندما كان صبيا. تبدأ الرواية في عام 1993، في مدينة نيويورك، حيث يعمل فلاديمير في جمعية إيما لازاروس لاستيعاب المهاجرين (مقابل 8.00 دولارات في الساعة). يعيش في شقة مع صديقته، وهي امرأة ذات شعر أحمر، زائدة الوزن، تُدعى تشالاه. يدرك فلاديمير بشكل مؤلم خيبة أمل والديه في عدم قدرته على صنع شيء لنفسه، ويقضي معظم أيامه في روتين ممل.
يتعرف على ألكسندر ريباكوف، وهو مهاجر يشير إليه فلاديمير باسم «رجل المروحة»، بسبب المروحة الكهربائية التي يحملها معه ويعاملها كصديق قديم. يقدم ريباكوف نفسه على أنه والد «جرذ الأرض»، وهو شخصية مافيا في مدينة برافا / براغ بأوروبا الشرقية، ويشار إليها في الكتاب باسم «باريس التسعينيات». يطلب مساعدة فلاديمير في الحصول على الجنسية الكاملة للولايات المتحدة، ويعرض تعويض فلاديمير (يُفترض أنه تم الحصول عليه من المعاملات التجارية لـ «جرذ الأرض»). فلاديمير مشجع لكنه يرفض بسرعة الرجل العجوز ويراه مريض عقلياً.
يخرج مع صديقه باوباب ذات ليلة للشرب، حيث يلتقي بشابة تدعى فرانشيسكا، تنحدر من عائلة ثرية وقد التحقت بجامعة مرموقة. يدخل فلاديمير نفسه في وسطها الاجتماعي، ويتمتع بالاهتمام الذي يأتي من كونه يهوديًا روسيًا في مثل هذا المجتمع الوثني. يعيش فلاديمير مع فرانشيسكا وعائلتها لعدة أشهر. تتجاوز نفقات مواعدة فرانشيسكا حدود إمكانيات فلاديمير المحدودة لدرجة أنه يضطر إلى اقتراض المال، أولاً من والديه، ثم من السيد ريباكوف.
يخبر باوباب فلاديمير أنه يمكنه الحصول على 20000 دولار بالذهاب إلى ميامي والتظاهر بأنه ابن رئيس باوباب لإجراء مقابلة جامعية. يوافق فلاديمير على الفور، على الرغم من الخداع الذي ينطوي عليه الأمر، ويجد نفسه في ميامي مع رئيس باوباب «جوردي».
يحاول «جوردي» ممارسة الجنس مع فلاديمير، الذي يفر خائفًا ويؤمن رحلة العودة إلى نيويورك. في الطريق إلى المطار، يخبر باوباب فلاديمير أن جوردي شخصية مهمة في كارتل المخدرات الكاتالوني الذي سيقتل فلاديمير بسعادة بسبب مثل هذا التصرف.
بمساعدة صديقة باوباب الممثلة، يستطيع فلاديمير تنظيم حفل تجنيس زائف للسيد ريباكوف في نيويورك. بعد ذلك مباشرة، يتم نقل فلاديمير إلى برافا باعتباره الابن المفضل ل«جرذ الأرض». بمجرد وصوله إلى هناك، يثبت فلاديمير أنه يتمتع بحيلة كبيرة ويحبك لـ «جرذ الأرض» مخطط خداع شبيه «سلسلة بونزي»، ويعمل تحت اسم مزيف هو «برافالنفيست».
باستخدام معرفته باللغة الإنجليزية وتصوير نفسه على أنه رجل أعمال ثري، يمارس خدعه على عدد كبير من المغتربين في أمريكا الشمالية الذين يعيشون في برافا، بما في ذلك عدد كبير من الطلاب. سرعان ما يصبح فلاديمير شخصية مهمة لهؤلاء الطلاب، ويبدأ في مواعدة فتاة صغيرة من كليفلاند تدعى مورغان.
يبدو أن الأمور تسير على ما يرام بالنسبة لفلاديمير بمساعدة صديقه فرانتيسك، الذي يساعد في صنع فيلم زائف لبرافالنفيست لتأمين «استثمارات» للمخطط الهرمي. لكن السيد ريباكوف يكتشف أنه ليس مواطنًا حقيقيًا للولايات المتحدة، ويعاقب «جرذ الأرض» فلاديمير بنقله إلى مدينة مجهولة والسماح لحليقي الرؤوس بضربه. يشعر فلاديمير بالضيق بسبب هذا ويخطط للهروب من المستشفى ومن برافا بمساعدة فرانتيسك ومورجان. بعد مطاردة مطولة، يصل فلاديمير بأمان إلى المطار ويعود إلى أمريكا مع مورغان.